# Underground
Underground (från samma ord på engelska: underground), underjordisk kultur, modern benämning på alternativa, ej av etablissemanget accepterade, politiska och kulturella strömningar, vilka kommer till uttryck utanför etablerade massmedier. Även beteckning på saker som sker i det fördolda utan att allmänheten bör få kännedom om vad som pågår.
Ursprungligen användes termen om den organiserade motståndsrörelsen mot nazismen under andra världskriget.
Ordet fick förnyad och delvis annorlunda betydelse under 1960-talets ungdomsrevolt, där underground särskilt stod för de utopiska, visionära, ofta opolitiska inslagen, vilkas gemensamma nämnare var strid mot det etablerade samhällets normer och värderingar.

## Konst
Inom konsten har det gamla begreppet avantgarde blivit underground, men med skillnaden att undergroundkonstnären, i motsats till sin föregångare, anser sig stå permanent utanför samhället och att inget går att göra åt saken. Den antisamhälleliga konst han producerar är som undergroundkonst en dagslända, då den mycket snart accepteras av samhället och därmed inte längre är underground. Exempel är den psykedeliska konsten, som ursprungligen hängde samman med 1960-talets drogkultur, men snart blev en modestil.